# Mètode Bridgman–Stockbarger

Diagrama del mètode Bridgman–Stockbarger.

El mètode Bridgman–Stockbarger, o tècnica Bridgman–Stockbarger, rep el nom del físic de Harvard Percy Williams Bridgman (1882–1961) i del físic del MIT Donald C. Stockbarger (1895–1952). El mètode inclou dues tècniques similars però diferents que s'utilitzen principalment per al cultiu de boules (lingots monocristal·lins), però que també es poden utilitzar per solidificar lingots policristalins.
Els mètodes impliquen escalfar material policristalí per sobre del seu punt de fusió i refredar-lo lentament des d'un extrem del seu recipient, on es troba un cristall de llavors. Sobre la llavor creix un únic cristall de la mateixa orientació cristal·logràfica que el material de la llavor i es forma progressivament al llarg del recipient. El procés es pot dur a terme en una orientació horitzontal o vertical, i normalment implica un gresol/ampolla giratori per agitar la massa fosa.
El mètode Bridgman és una manera popular de produir certs cristalls semiconductors com l'arseniur de gal·li, per al qual el mètode Czochralski és més difícil. El procés pot produir de manera fiable lingots d'un sol cristall, però no necessàriament produeix propietats uniformes a través del cristall.
La diferència entre la tècnica Bridgman i la tècnica Stockbarger és subtil: mentre que ambdós mètodes utilitzen un gradient de temperatura i un gresol mòbil, la tècnica Bridgman utilitza el gradient relativament incontrolat produït a la sortida del forn; la tècnica Stockbarger introdueix un deflector, o prestatge, que separa dos forns acoblats amb temperatures per sobre i per sota del punt de congelació. La modificació de Stockbarger de la tècnica Bridgman permet un millor control sobre el gradient de temperatura a la interfície de fusió/cristall.
Quan els cristalls de llavors no s'utilitzen com s'ha descrit anteriorment, els lingots policristalins es poden produir a partir d'una matèria primera que consisteix en varetes, trossos o qualsevol peça de forma irregular una vegada que es fonen i es deixen tornar a solidificar. La microestructura resultant dels lingots així obtinguts són característiques dels metalls i aliatges solidificats direccionalment amb els seus grans alineats.